# Józsefváros (Temesvár)
Józsefváros (korábban Józsefkülváros, románul: Iosefin, németül: Josefstadt) Temesvár városrésze Temes megyében, Romániában. A hagyományos számozás szerint IV. kerület, de közigazgatási szerepe nincsen. Józsefváros régi városnegyed városi helyszín néven jelentős része műemléki védelem alatt áll; ez a romániai műemlékek jegyzékében a TM-II-s-B-06098 sorszámon szerepel.

## Földrajz

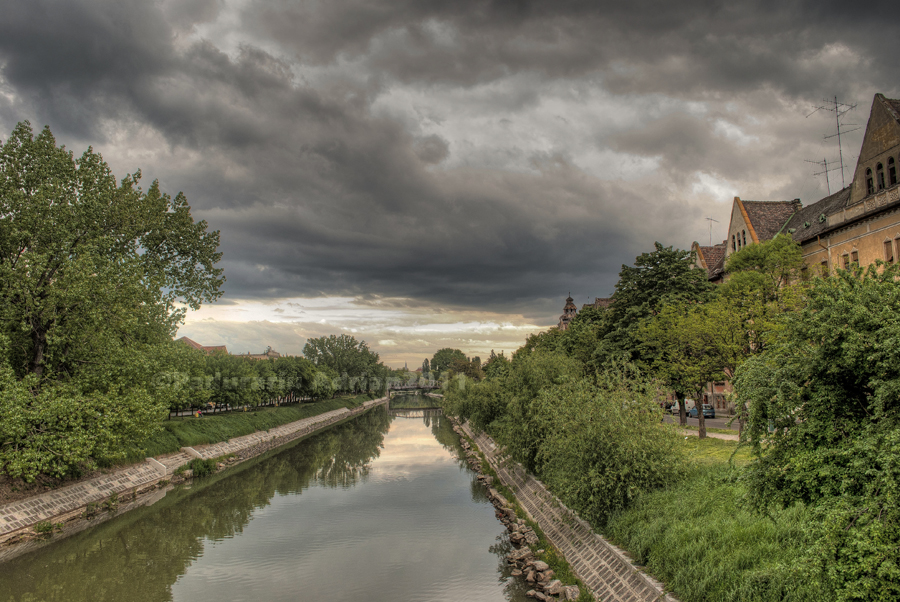
A Béga-csatorna a Ion Dragalina tábornok hídtól kelet felé nézve

Józsefváros Temesvár délnyugati részén található. Az Erzsébetvárostól az 1989. december 16. sugárút (Bulevardul 16 Decembrie 1989, korábban Hunyadi út)–Sági út (Calea Șagului) választja el.
A városrészt hosszában átszeli a Béga (a Béga-csatorna).

## Történelem
Józsefváros első építményei 1727-ből származnak; jómódú belvárosi német polgárok itteni kertjeikben építettek nyári lakot maguknak. Hivatalosan 1744-ben jött létre, amikor a hosszú távú városfejlesztési tervekben kijelölték az új városrészt a városfal körüli, építési tilalom alá eső katonai védőövezeten (glacis) túl. Három utcát terveztek: az Úri utca–Bonnaz utca (ma Ion Dragalina tábornok sugárút Bulevardul General Ion Dragalina), a Gorove utca–Bem utca (ma Strada Bolintineanu–Strada Iancu Văcărescu), valamint az Eötvös utca–Fröbel utca (ma Strada Gheorghe Pop de Băsești–Bulevardul Iuliu Maniu) utcákat. Tengelye a hajózható Béga-csatorna lett volna, de ez a későbbi építkezésekkel átkerült a Scudier tér–Kossuth Lajos út (ma Bulevardul Regele Carol I) vonalára. Eredeti neve Új német major (Neue Mayerhof) volt, mely helyett 1773-ban kapta a Józsefkülváros, később Józsefváros (Josefstadt) nevet II. József tiszteletére, második temesvári látogatása után a városfalakon kívül fekvő, feltörekvő városrész. Római katolikus plébániatemploma 1772–1774 között épült, plébániáját 1775-ben alapították.

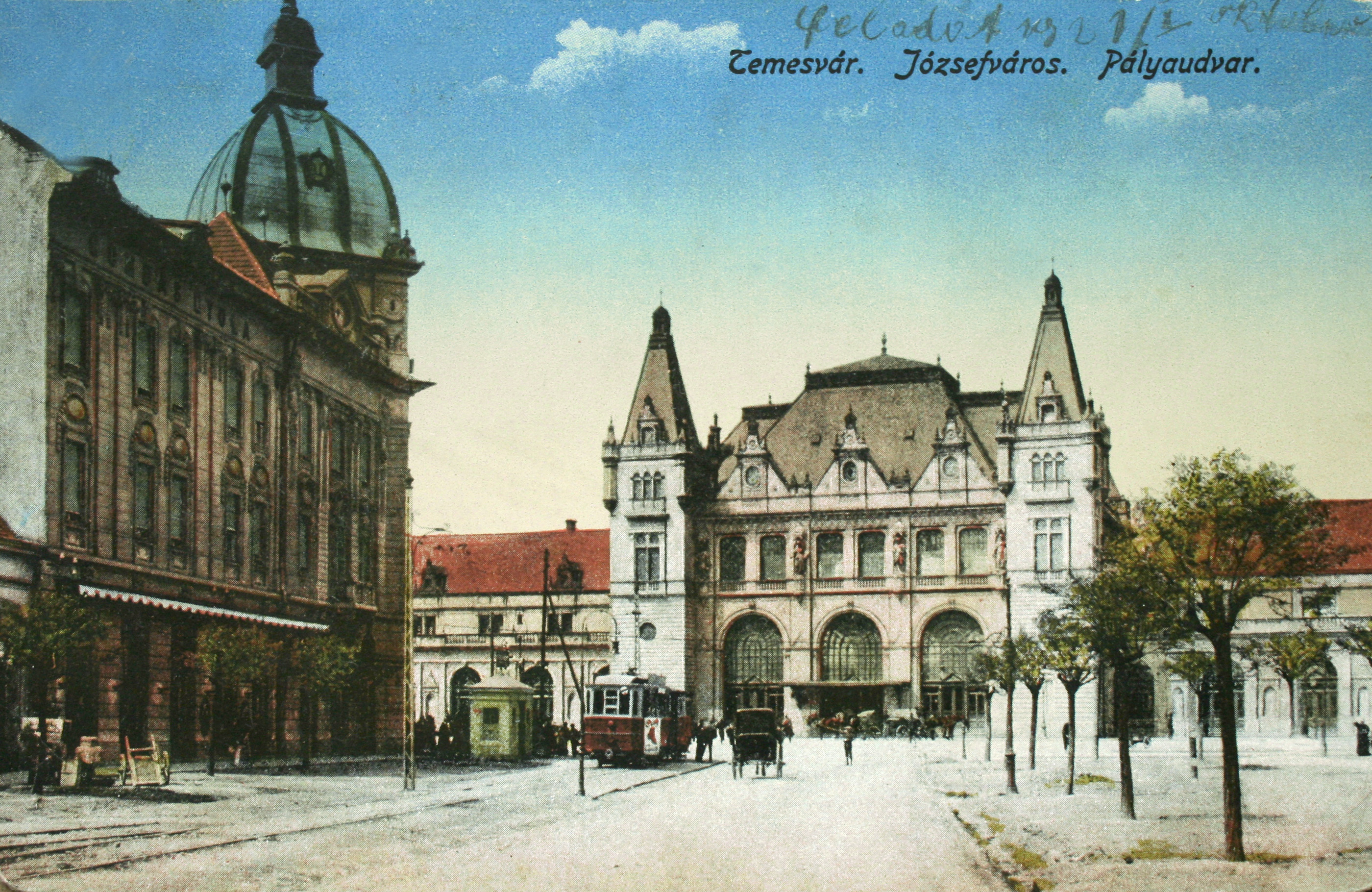
A Józsefvárosi pályaudvar 1917-ben

1849. április végén Bem József először Józsefvárosban táborozott le; az utcát, ahol főhadiszállását berendezte, később Bem utcának nevezték el (Strada Iancu Văcărescu). Később a polgárság kérésére a vártól távolabb, Szabadfalura vonult.

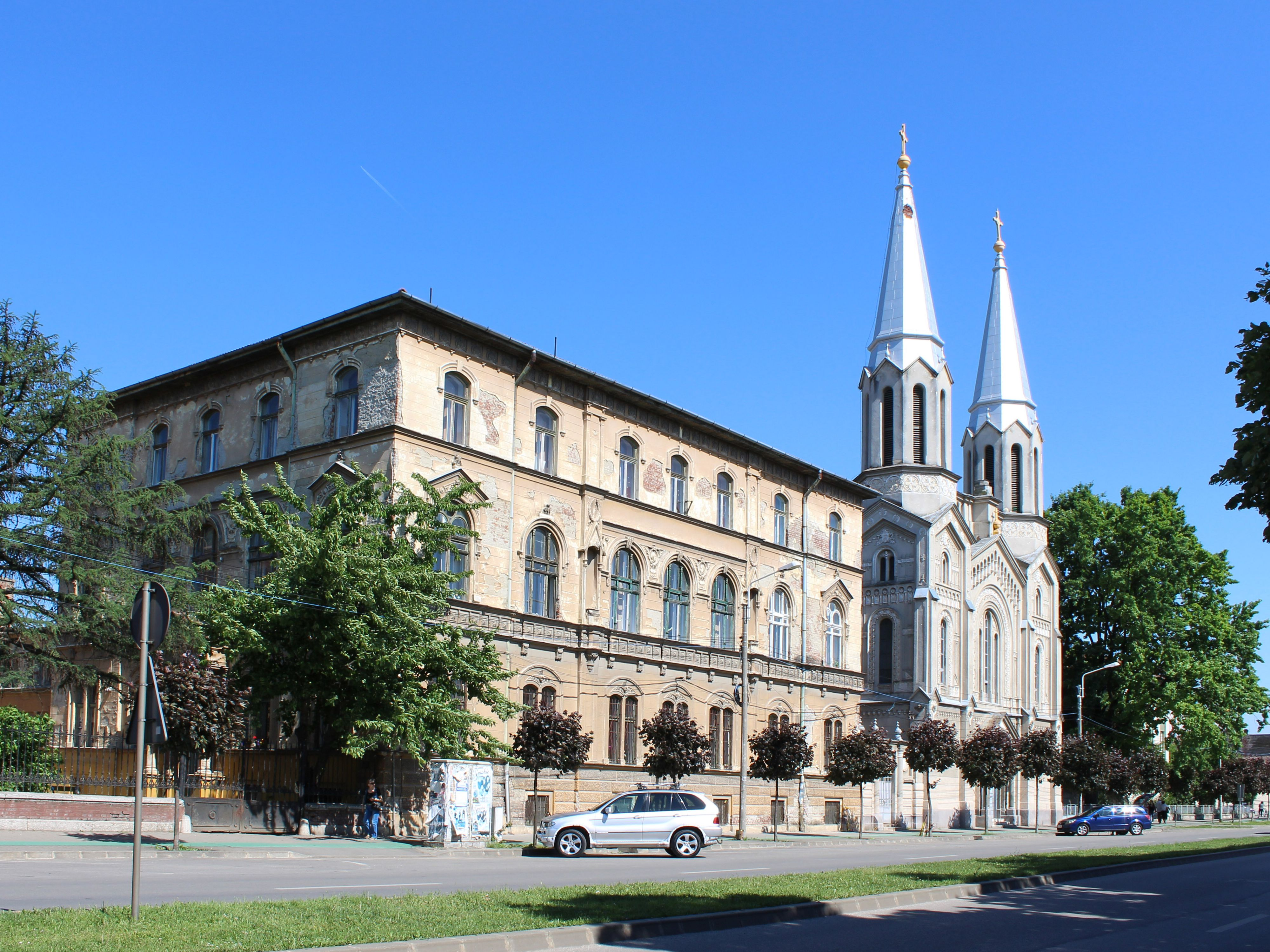
A Miasszonyunkról Nevezett Szegény Iskolanővérek egykori kollégiuma és a Notre Dame-zárdatemplom

Vidékies jellege akkor változott meg, amikor Temesvárt Szeged felől elérte a vasút, és vasútállomása, a Temesvár-Józsefvárosi indóház (ma Északi pályaudvar) Józsefváros északi peremén épült meg 1857-ben. Ezt ipari üzemek betelepülése (Erzsébet-gőzmalom, Pannónia-gőzmalom, Dohánygyár, Szeszgyár, Kalapgyár) és intenzív fejlődés követte a 19. század második felében. Itt található a Józsefvárosi zsinagóga és a Józsefvárosi víztorony is.
Magyarországon itt telepedett meg először, 1858-ban a Miasszonyunkról Nevezett Szegény Iskolanővérek rendje. Egykori kolostorukhoz tartozik az 1894-ben épült Notre Dame-zárdatemplom. Az iskolanővérek a forradalom után, 1992-ben tértek vissza Temesvárra.  1932-ben Székely László, korábbi temesvári főépítész tervei alapján épült fel felekezeti iskolaként a plébánia szomszédságában álló épület, melyben – az 1948-as államosítás és több átszervezés után – 1990 óta a magyar tannyelvű Bartók Béla Elméleti Líceum működik.
Az 1960-as években kezdődtek a nagy lakótelepépítések Temesváron, az elsők között a Józsefvárosi pályaudvar térségében (Zona Gării), majd később többek között Józsefváros külsőbb részein (Zona Dâmboviţa).

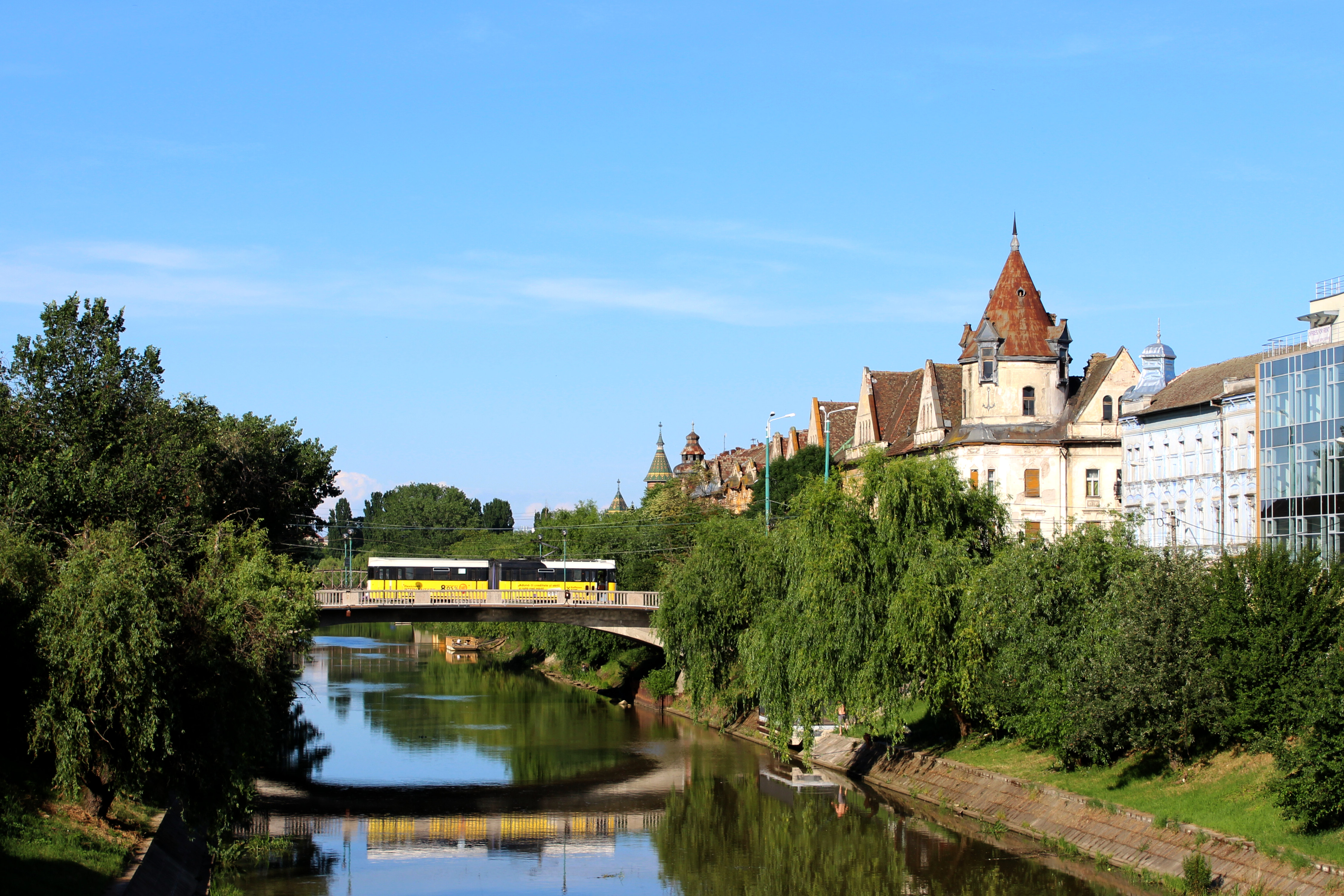
A Ion Dragalina tábornok híd (Podul General Ion Dragalina, korábban Podul Ștefan cel Mare, Horgony híd, Aranyhorgony híd) és a Horgony-palota

## Közlekedés
Temesvár fő vasútállomása, Temesvár-Északi pályaudvar a városrész északi peremén található.
A Béga-csatornán hat híd ível át a Józsefvárosban: Mária híd (Podul Maria, korábban Podul Traian, Hunyadi híd), Fémhíd (Podul Metalic, Losonczi híd), Ion Dragalina tábornok híd (Podul General Ion Dragalina, korábban Podul Ștefan cel Mare, Horgony híd, Aranyhorgony híd), Podul Eroilor (Bem híd), Podul Muncii (Király híd) és Pasarela Gelu.

## Turizmus
Látnivalók:
- Temes–Béga-palota
- Notre Dame-zárdatemplom
- Kisboldogasszony-templom
- Józsefvárosi zsinagóga
- Józsefvárosi víztorony
- Horgony-palota
- Royal szálló
- Gemeinhardt-palota
- Szengház-féle házak

## Testvérvárosok
Józsefváros partnerkapcsolatot ápol a bécsi Josefstadttal és a budapesti Józsefvárossal.